# Флітвуд (Пенсільванія)
Флітвуд (англ. Fleetwood) — місто (англ. borough) в США, в окрузі Беркс штату Пенсільванія. Населення — 4049 осіб (2020).

## Географія
Флітвуд розташований за координатами 40°27′23″ пн. ш. 75°49′18″ зх. д. / 40.45639° пн. ш. 75.82167° зх. д. (40.456503, -75.821579).  За даними Бюро перепису населення США в 2010 році місто мало площу 2,68 км², з яких 2,67 км² — суходіл та 0,01 км² — водойми.

## Демографія
Згідно з переписом 2010 року, у селищі мешкало 4085 осіб у 1662 домогосподарствах у складі 1134 родин. Густота населення становила 1524 особи/км².  Було 1720 помешкань (642/км²).
Расовий склад населення:
| - 95,8 % — білих - 0,9 % — чорних або афроамериканців - 0,8 % — азіатів - 0,1 % — корінних американців |

До двох чи більше рас належало 1,7 %. Частка іспаномовних становила 3,4 % від усіх жителів.
За віковим діапазоном населення розподілялося таким чином: 22,1 % — особи молодші 18 років, 61,6 % — особи у віці 18—64 років, 16,3 % — особи у віці 65 років та старші. Медіана віку мешканця становила 39,9 року. На 100 осіб жіночої статі у селищі припадало 95,5 чоловіків;  на 100 жінок у віці від 18 років та старших — 91,2 чоловіків також старших 18 років.
Середній дохід на одне домашнє господарство  становив 72 026 доларів США (медіана — 63 375), а середній дохід на одну сім'ю — 83 094 долари (медіана — 74 795). Медіана доходів становила 48 989 доларів для чоловіків та 35 787 доларів для жінок. За межею бідності перебувало 6,2 % осіб, у тому числі 11,6 % дітей у віці до 18 років та 1,1 % осіб у віці 65 років та старших.
Цивільне працевлаштоване населення становило 2094 особи. Основні галузі зайнятості: виробництво — 25,7 %, освіта, охорона здоров'я та соціальна допомога — 23,8 %, роздрібна торгівля — 13,4 %, мистецтво, розваги та відпочинок — 6,7 %.